# Западный фронт (Великая Отечественная война)
За́падный фро́нт — оперативное объединение РККА Вооружённых Сил СССР в годы Великой Отечественной войны.

## Участие в боевых действиях в 1941 году
Западный фронт был сформирован на основе войск Западного особого военного округа.
- Командующий войсками — генерал армии Д. Г. Павлов — до 30 июня 1941
- начальник штаба — генерал-майор В. Е. Климовских — до 30 июня 1941
- начальник артиллерии — генерал-лейтенант Н. А. Клич
- командующий ВВС фронта — генерал-майор И. И. Копец
- член Военного совета фронта — корпусной комиссар А. Я. Фоминых — до 3 июля 1941.

- 3-я армия (командующий — генерал-лейтенант В. И. Кузнецов; Гродно)
  - 4-й стрелковый корпус (генерал-майор Е. А. Егоров, Гродно)
    - 27-я стрелковая дивизия (генерал-майор А. М. Степанов, Суховоля южнее Августов)
    - 56-я стрелковая дивизия (генерал-майор С. П. Сахнов, район Гродно, Поречье)
    - 152 и 444 кап

  - 21-й стрелковый корпус (генерал-майор В. Б. Борисов, Витебск → Ивье)
    - 17-я стрелковая дивизия (генерал-майор Т. К. Бацанов, Полоцк → Лида)
    - 37-я стрелковая дивизия (полковник А. Е. Чехарин, Лепель, Витебск → Беняконе, Вороново)
    - 50-я стрелковая дивизия (генерал-майор В. П. Евдокимов, Полоцк → Крево)

  - 11-й механизированный корпус (генерал-майор Д. К. Мостовенко, Волковыск)
    - 29-я танковая дивизия (полковник Н. П. Студнев, Гродно)
    - 33-я танковая дивизия (полковник М. Ф. Панов, Сокулка)
    - 204-я моторизованная дивизия (полковник А. М. Пиров, Волковыск)
    - 16-й мотоциклетный полк

  - В подчинении штаба армии
    - 85-я стрелковая дивизия (генерал-майор А. В. Бондовский, Гродно)
    - 24-я стрелковая дивизия (генерал-майор К. Н. Галицкий, Молодечно)
    - 7-я ПТ артбригада (Ружанысток)
    - Гродненский УР (68-й) (полковник Н. А. Иванов)
- 10-я армия (генерал-майор К. Д. Голубев; Белосток)
  - 1-й стрелковый корпус (генерал-майор Ф. Д. Рубцов, Белосток → Визна)
    - 2-я стрелковая дивизия (полковник М. Д. Гришин, на время его отпуска — полковник К. П. Дюков, Осовец)
    - 8-я стрелковая дивизия (полковник Н. И. Фомин, Стависки)
    - 130 и 262 кап

  - 5-й стрелковый корпус (генерал-майор А. В. Гарнов, Бельск → Замбров)
    - 13-я стрелковая дивизия (генерал-майор А. З. Наумов, Замбров)
    - 86-я стрелковая дивизия (полковник М. А. Зашибалов, Цехановец)
    - 156 и 315 кап

  - 6-й мехкорпус (генерал-майор М. Г. Хацкилевич, Белосток)
    - 4-я танковая дивизия (генерал-майор А. Г. Потатурчев, Белосток)
    - 7-я танковая дивизия (генерал-майор С. В. Борзилов, Хорощ)
    - 29-я моторизованная дивизия (генерал-майор И. П. Бикжанов, Слоним → район Сокулка)
    - 4-й мотоциклетный полк

  - 13-й мехкорпус (генерал-майор П. Н. Ахлюстин, Бельск)
    - 25-я танковая дивизия (полковник Н. М. Никифоров, Лапы)
    - 31-я танковая дивизия (полковник С. А. Калихович, Боцки)
    - 208-я моторизованная дивизия (полковник В. И. Ничипорович, Гайновка)
    - 18-й мотоциклетный полк

  - 6-й кавалерийский корпус (генерал-майор И. С. Никитин, Ломжа)
    - 6-я кавдивизия (генерал-майор М. П. Константинов, Ломжа)
    - 36-я кавдивизия (генерал-майор Е. С. Зыбин, Волковыск)

  - В подчинении штаба армии
    - 113-я стрелковая дивизия (генерал-майор Х. Н. Алавердов, Семятичи)
    - 155-я стрелковая дивизия (генерал-майор П. А. Александров, Барановичи)
    - 6-я ПТ артбригада (Михалово → Ружанысток)
    - 311 пап РГК, 124 и 375 гап РГК
    - Осовецкий УР (66-й) (полковник С. Н. Дролин)
- 4-я армия (генерал-майор А. А. Коробков; Кобрин)
  - 28-й стрелковый корпус (генерал-майор В. С. Попов, Брест → Жабинка)
    - 6-я стрелковая дивизия (полковник М. А. Попсуй-Шапко, Брест)
    - 42-я стрелковая дивизия (генерал-майор И. С. Лазаренко, Брест)
    - 447 и 455 кап

  - 14-й мехкорпус (генерал-майор С. И. Оборин, Кобрин)
    - 22-я танковая дивизия (генерал-майор В. П. Пуганов, Брест)
    - 30-я танковая дивизия (полковник С. И. Богданов, Пружаны)
    - 205-я моторизованная дивизия (полковник Ф. Ф. Кудюров, Береза)
    - 20-й мотоциклетный полк

  - В подчинении штаба армии
    - 75-я стрелковая дивизия (генерал-майор С. И. Недвигин, Малорита)
    - 49-я стрелковая дивизия (полковник К. Ф. Васильев, Высокое)
    - Брестский УР (62-й) (генерал-майор М. И. Пузырев)
    - 462 кап, 120 гап БМ РГК
- Штаб 13-й армии (генерал-лейтенант П. М. Филатов; начал выдвижение из Могилёва в Новогрудок)
- части и соединения фронтового подчинения:
  - 17-й механизированный корпус (генерал-майор М. П. Петров, Барановичи)
    - 27-я танковая дивизия (полковник А. О. Ахманов; Новогрудок)
    - 36-я танковая дивизия (полковник С. З. Мирошников; Несвиж)
    - 209-я моторизованная дивизия (полковник А. И. Муравьев; Ивье)
    - 22-й мотоциклетный полк

  - 20-й механизированный корпус (генерал-майор А. Г. Никитин; Борисов)
    - 26-я танковая дивизия (генерал-майор В. Т. Обухов; Минск)
    - 38-я танковая дивизия (полковник С. И. Капустин; Борисов)
    - 210-я моторизованная дивизия (комбриг Ф. А. Пархоменко; Осиповичи)
    - 24-й мотоциклетный полк

  - 4-й воздушно-десантный корпус (генерал-майор А. С. Жидов, Пуховичи)
    - 7-я воздушно-десантная бригада
    - 8-я воздушно-десантная бригада
    - 214-я воздушно-десантная бригада

  - Штаб 2-го стрелкового корпуса (генерал-майор А. Н. Ермаков, Минск → Бельск)
  - Штаб 44-го стрелкового корпуса (комдив В. А. Юшкевич, Смоленск → Минск)
  - Штаб 47-го стрелкового корпуса (генерал-майор С. И. Поветкин, Бобруйск → Обуз-Лесьна)
  - 55-я стрелковая дивизия (полковник Д. И. Иванюк, Слуцк)
  - 64-я стрелковая дивизия (полковник С. И. Иовлев, Смоленск → Минск)
  - 100-я стрелковая дивизия (генерал-майор И. Н. Руссиянов, Минск)
  - 108-я стрелковая дивизия (генерал-майор Н. И. Орлов, Вязьма → Минск)
  - 121-я стрелковая дивизия (генерал-майор П. М. Зыков, Обуз-Лесьна)
  - 143-я стрелковая дивизия (генерал-майор Д. П. Сафонов, Гомель → Бытень)
  - 161-я стрелковая дивизия (полковник А. И. Михайлов, Могилёв → Минск)
  - 58-й, 61-й, 63-й, 64-й, 65-й укреплённые районы
  - 8-я артиллерийская бригада противотанковой обороны
  - 293-й, 611-й пушечные артиллерийские полка
  - 360-й гаубичный артиллерийский полк
  - 5-й, 318-й и 612-й гаубичные артиллерийские полки большой мощности РГК
  - 29-й, 49-й, 56-й, 151-й, 467-й и 587-й корпусные артиллерийские полки
  - 4-я и 7-я бригады ПВО
  - 5 отдельных бригадных районов ПВО
  - 3 отдельных инженерных полка
  - 2 отдельных понтонно-мостовых полка
- ВВС Западного фронта
- 43-я истребительная авиационная дивизия
- 12-я и 13-я бомбардировочные авиационные дивизии
- 9-я, 10-я, 11-я, 59-я (в стадии формирования) и 60-я (в стадии формирования) смешанные авиационные дивизии
- 313-й и 314-й отдельные разведывательные авиационные полки

Всего в составе фронта насчитывалось 45 дивизий (24 стрелковых, 12 танковых, 6 моторизованных, 2 кавалерийские; 4-й воздушно-десантный корпус принят за расчётную дивизию).
Против Западного округа противник сосредоточил самую мощную группировку войск — группу армий «Центр» (генерал-фельдмаршала Ф. фон Бока) в составе 4-й и 9-й полевых армий и 2-й и 3-й танковых групп; всего 50 дивизий, из них 31 пехотная, 9 танковых, 6 моторизованных, 3 охранных и 1 кавалерийская.

### Белосток — Минск
В Белостокско-Минском сражении (22 июня — 8 июля) войска Западного фронта потерпели тяжёлое поражение: бо́льшая часть сил фронта попала в окружение и была уничтожена как боевая сила. Из 625 000 человек своего состава фронт потерял около 420 000, в руки противника попало большое количество военной техники.
Всю вину за поражение И. В. Сталин возложил на командование фронта. 30 июня командующий фронтом генерал армии, Герой Советского Союза Д. Г. Павлов был отстранён от командования и 4 июля арестован. После недолгого следствия Павлов был приговорён к расстрелу. Вместе с ним 22 июля были расстреляны: начштаба фронта генерал-майор В. Е. Климовских и начальник связи фронта генерал-майор А. Т. Григорьев. Начальник артиллерии фронта генерал-лейтенант Н. А. Клич и командир 14-го мехкорпуса генерал-майор С. И. Оборин арестованы 8 июля и затем расстреляны, командующий 4-й армией генерал-майор А. А. Коробков отстранён 8 июля, на следующий день арестован и расстрелян 22 июля.
30 июня новым командующим фронта был назначен генерал-лейтенант А. И. Ерёменко, 1 июля начальником штаба — генерал-лейтенант Г. К. Маландин, 3 июля членом Военного совета — армейский комиссар 1 ранга Л. З. Мехлис.
2 июля командующим фронтом был назначен нарком обороны СССР маршал С. К. Тимошенко (Ерёменко был оставлен его заместителем). Одновременно в состав фронта были переданы войска Второго Стратегического эшелона.
На начало июля Западный фронт включал следующие армии:
- в первом эшелоне:
  - 22-я армия (командующий — генерал-лейтенант Ф. А. Ершаков) обороняла на правом фланге фронта рубеж, включавший Себежский укрепрайон, далее по реке Западная Двина Краслава—Дрисса—Дисна, Полоцкий укрепрайон, далее по Западной Двине Усвица—Улла—Бешенковичи—Гнездилово, далее юго-западнее и южнее Витебска
  - 20-я армия (генерал-лейтенант П. А. Курочкин) занимала полосу от Витебска (исключая) до Могилева
  - 13-я армия (генерал-лейтенант П. М. Филатов, с 7 июля генерал-лейтенант Ф. Н. Ремезов, с 13 июля генерал-лейтенант В. Ф. Герасименко) приняла полосу в районе Могилева
  - 21-я армия (генерал-лейтенант В. Ф. Герасименко, с 6 июля маршал С. М. Будённый, с 10 июля генерал-полковник Ф. И. Кузнецов) сосредоточилась в районе Гомеля
- во втором эшелоне:
  - 19-я армия (генерал-лейтенант И. С. Конев) перебрасывалась с Украины в район Витебска
  - 16-я армия (генерал-лейтенант М. Ф. Лукин) перебрасывалась с Украины в район Смоленска
  - 4-я армия (исполняющий обязанности командующего — полковник Л. М. Сандалов) заняла тыловой рубеж по реке Проня на южном фланге Западного фронта.

### Смоленское сражение
В начале Смоленского сражения Западный фронт потерпел новое тяжёлое поражение, однако наличие в тылу войск Третьего Стратегического эшелона (фронта Резервных армий) не позволило противнику выйти на оперативный простор.
19 июля 1941 года командующим Западным фронтом назначен генерал-лейтенант А. И. Ерёменко (маршал С. К. Тимошенко остался главнокомандующим войсками Западного направления), 21 июля начальником штаба — генерал-лейтенант В. Д. Соколовский, 12 июля членом Военного совета — Н. А. Булганин. В подчинение фронта переданы оперативные группы из состава фронта Резервных армий.
24 июля из состава левого крыла Западного фронта сформирован Центральный фронт (13-я и 21-я армии), позже (14 августа) на левом фланге Западного фронта сформирован Брянский фронт.
30 июля 1941 командующим Западным фронтом вновь стал маршал С. К. Тимошенко.
На начало августа 1941 Западный фронт включал шесть армий:
- 22-я армия (командующий — генерал-лейтенант Ф. А. Ершаков, с 28 августа — генерал-майор В. А. Юшкевич)
- 29-я армия (генерал-лейтенант И. И. Масленников)
- 30-я армия (генерал-майор В. А. Хоменко)
- 19-я армия (генерал-лейтенант И. С. Конев)
- 16-я армия (генерал-майор К. К. Рокоссовский)
- 20-я армия (генерал-лейтенант М. Ф. Лукин)

До 10 сентября Западный фронт вел тяжёлые бои, после чего получил приказ перейти к обороне.

### Московская битва
12 сентября 1941 года новым командующим Западным фронтом назначен генерал-полковник И. С. Конев.
На начало октября 1941 года фронт, занимавший полосу 340 км от Осташкова до Ельни (исключительно), имел в своём составе шесть армий:
- 22-я армия (генерал-майор В. А. Юшкевич)
- 29-я армия (генерал-лейтенант И. И. Масленников)
- 30-я армия (генерал-майор В. А. Хоменко)
- 19-я армия (генерал-лейтенант М. Ф. Лукин)
- 16-я армия (генерал-майор К. К. Рокоссовский)
- 20-я армия (генерал-лейтенант Ф. А. Ершаков).

2 октября войска немецкой группы армий «Центр» начали наступление в полосе Западного фронта, добились серьёзных успехов и окружили основные силы фронта в районе Вязьмы. В Вяземском «котле», оказались в окружении войска сразу трёх армий Западного фронта: 16-й, 20-й и 19-й (штаб 16-й армии передал свои дивизии 19-й армии и вышел из окружения); кроме того, в окружении оказались две армии Резервного фронта (24-я и 32-я).
5 октября 31-я и 32-я армии Резервного фронта были переподчинены штабу Западного фронта.

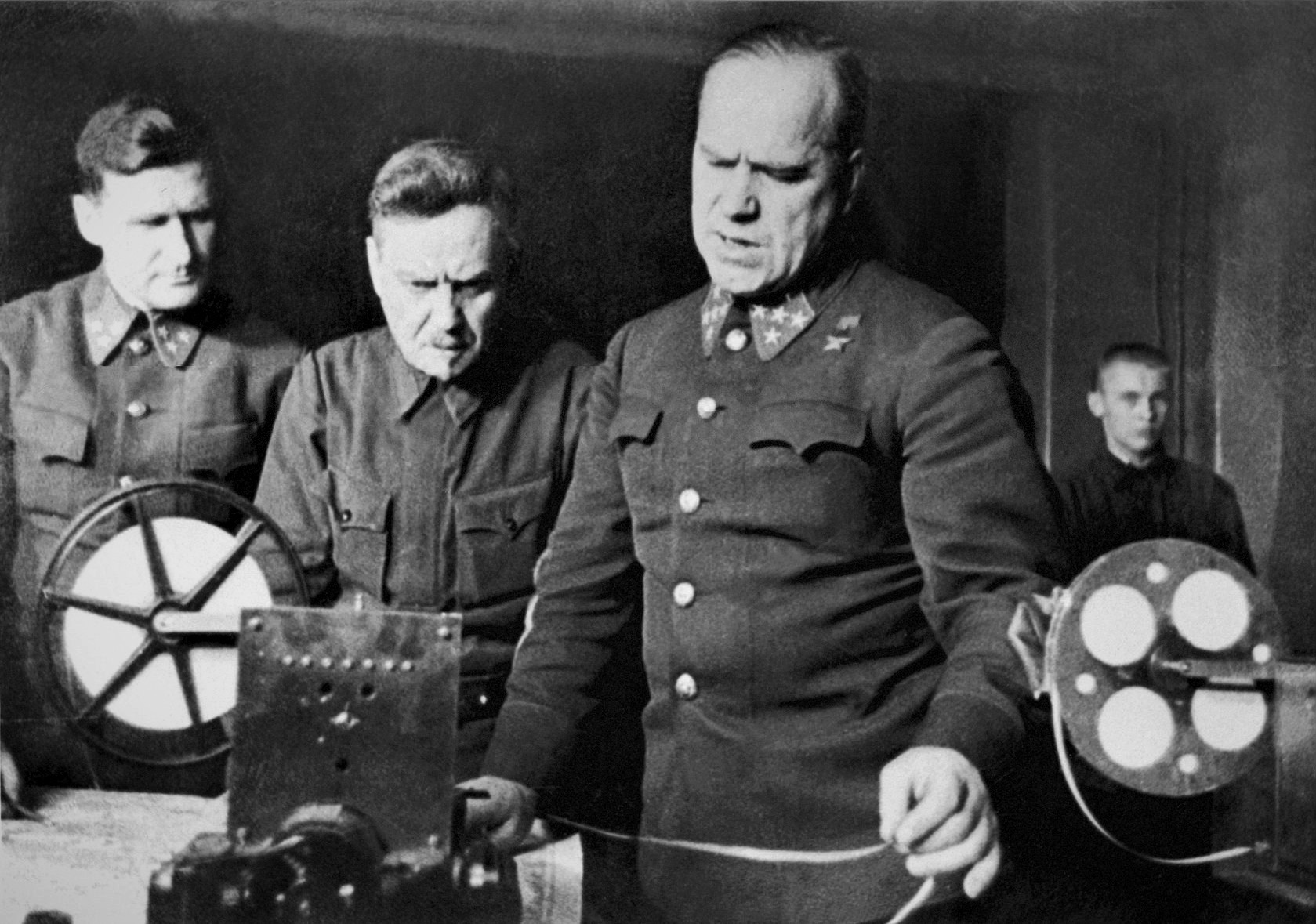
Битва за Москву. На командном пункте Западного фронта справа налево: командующий фронтом Герой Советского Союза генерал армии Г. К. Жуков, член Военного совета фронта Н. А. Булганин и начальник штаба фронта генерал-лейтенант В. Д. Соколовский

10 октября 1941 войска Западного и Резервного фронта были объединены в один Западный фронт под командованием (с 13 октября) генерала армии Г. К. Жукова; генерал-полковник И. С. Конев был оставлен его заместителем по правому флангу (19 октября 1941 года он возглавил самостоятельный Калининский фронт в составе: 22-я, 29-я, 30-я и 31-я армии).
Членом Военного совета Западного фронта остался Н. А. Булганин, а начальником штаба — генерал-лейтенант В. Д. Соколовский.
12 октября в состав Западного фронта были переданы войска Московского Резервного фронта, (командующий фронтом генерал-лейтенант П. А. Артемьев стал заместителем командующего Западным фронтом, генерал-майор Л. А. Говоров — начальником артиллерии Западного фронта).
На Можайском рубеже обороны сосредотачивались армии Западного фронта:
- 16-я армия (генерал-лейтенант К. К. Рокоссовский)
- 5-я армия (генерал-майор Д. Д. Лелюшенко, с 18 октября генерал-майор Л. А. Говоров)
- с 19 октября — 33-я армия (комбриг Д. П. Онуприенко, с 25 октября генерал-лейтенант М. Г. Ефремов)
- 43-я армия (генерал-лейтенант С. Д. Акимов, с 30 октября генерал-майор К. Д. Голубев)
- 49-я армия (генерал-лейтенант И. Г. Захаркин).

11 ноября 1941 в связи с расформированием Брянского фронта в состав Западного фронта была передана 50-я армия генерал-майора А. Н. Ермакова.
15 ноября 1941 года немецкая группа армий «Центр» возобновила наступление на Москву. В ходе оборонительного этапа Московской битвы в состав Западного фронта были переданы 1-я Ударная армия и 20-я армия, которые прикрыли разрыв между 30-й (17 ноября передана в состав Западного фронта) и 16-й армиями.
Немецкое наступление застопорилось у самых ворот Москвы, а 6 декабря 1941 года Западный фронт при поддержке Калининского и Юго-Западного фронтов перешёл в контрнаступление, в котором приняли участие:
- 30-я армия (генерал-майор Д. Д. Лелюшенко; 16 декабря возвращена в состав Калининского фронта)
- 1-я Ударная армия (генерал-лейтенант В. И. Кузнецов)
- 20-я армия (генерал-майор А. А. Власов)
- 16-я армия (генерал-лейтенант К. К. Рокоссовский)
- 5-я армия (генерал-майор Л. А. Говоров)
- 33-я армия (генерал-лейтенант М. Г. Ефремов)
- 43-я армия (генерал-майор К. Д. Голубев)
- 49-я армия (генерал-лейтенант И. Г. Захаркин)
- 10-я армия (генерал-лейтенант Ф. И. Голиков)
- 50-я армия (генерал-лейтенант И. В. Болдин).

В результате советского контрнаступления войска немецкой группы армий «Центр» потерпели тяжёлое поражение и были отброшены от Москвы.

## Участие в боевых действиях в 1942 году
В январе 1942 года Западный фронт возобновил наступление, имея целью во взаимодействии с Калининским и Брянским фронтами окружить и разгромить основные силы немецкой группы армий «Центр».
Командующим Западным фронтом оставался генерал армии Г. К. Жуков, 25 января начальником штаба был назначен генерал-майор В. С. Голушкевич.

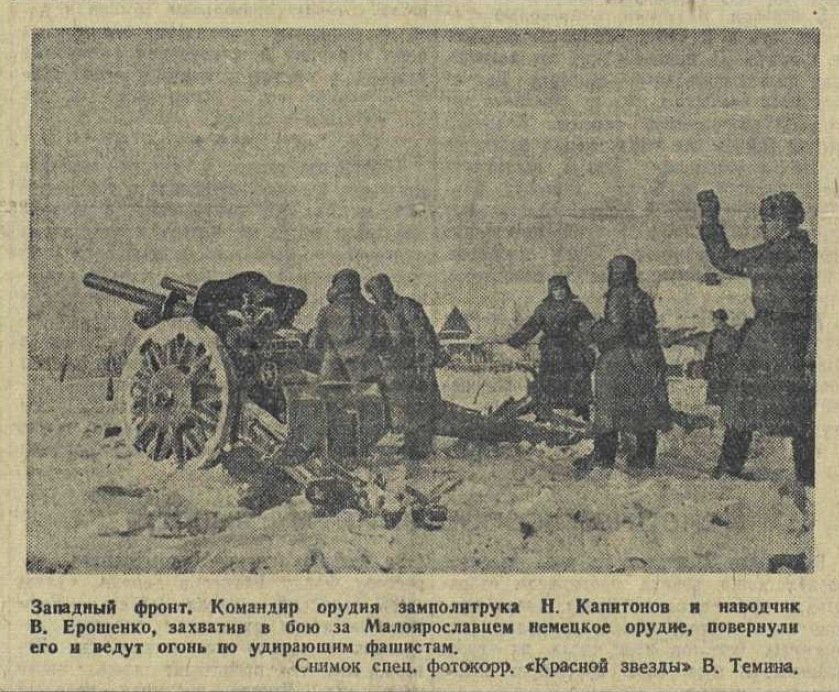
Западный фронт. Командир орудия замполитрука Н. Капитонов и наводчик В. Ерошенко, захватив в бою за Малоярославцем немецкое орудие, повернули его и ведут огонь по удирающим фашистам, газета «Красная звезда» № 6, 8 января 1942 года.

Для координации действия фронтов 1 февраля 1942 года было воссоздано Главное командование Западного направления (его возглавил генерал армии Г. К. Жуков, который одновременно остался командующим Западным фронтом).
Однако проводимая 8 января—20 апреля 1942 года Ржевско-Вяземская операция не увенчалась успехом.
В течение всего 1942 и зимы 1943 года Западный фронт вёл тяжёлые бои на центральном стратегическом направлении (Первая Ржевско-Сычёвская операция; Вторая Ржевско-Сычёвская операция), но не достиг заметных успехов.
26 августа 1942 командующим Западным фронтом назначен генерал-полковник И. С. Конев, начальником штаба с 5 мая 1942 был генерал-лейтенант В. Д. Соколовский.
Состав Западного фронта летом/осенью 1942 года:
- 31-я армия (генерал-майор В. С. Поленов)
- 20-я армия (генерал-лейтенант М. А. Рейтер, с 12 октября генерал-майор Н. И. Кирюхин, с конца ноября 1942 генерал-лейтенант М. С. Хозин)
- 5-я армия (генерал-лейтенант И. И. Федюнинский, с октября 1942 генерал-полковник Я. Т. Черевиченко)
- 33-я армия (генерал-лейтенант М. С. Хозин, с октября 1942 генерал-лейтенант В. Н. Гордов)
- 43-я армия (генерал-лейтенант К. Д. Голубев)
- 49-я армия (генерал-лейтенант И. Г. Захаркин)
- 50-я армия (генерал-лейтенант И. В. Болдин)
- 10-я армия (генерал-лейтенант В. С. Попов)
- 16-я армия (генерал-лейтенант К. К. Рокоссовский, с июля 1942 генерал-лейтенант И. Х. Баграмян)
- 61-я армия (генерал-лейтенант П. А. Белов)
- 3-я танковая армия (генерал-лейтенант П. Л. Романенко)
- 1-я воздушная армия (генерал-лейтенант авиации Т. Ф. Куцевалов, с 17 июля 1942 года генерал-майор авиации С. А. Худяков).

## Участие в боевых действиях в 1943—1944 годах
22 февраля 1943 года началось новое наступление Западного фронта — он должен был поддержать действия советских войск по разгрому немецкой группы армий «Центр», однако успеха достичь вновь не удалось, и 28 февраля Конева на посту командующего Западным фронтом сменил генерал-полковник В. Д. Соколовский. Начальником штаба был назначен генерал-лейтенант А. П. Покровский.
Состав Западного фронта в зимней кампании 1942/43 года:
- 30-я армия (генерал-майор В. Я. Колпакчи)
- 31-я армия (генерал-майор В. С. Поленов, с 27 февраля генерал-майор В. А. Глуздовский)
- 20-я армия (генерал-лейтенант М. С. Хозин)
- 29-я армия (генерал-майор Е. П. Журавлев)
- 5-я армия (генерал-полковник Я. Т. Черевиченко, с 27 февраля 1943 генерал-майор В. С. Поленов)
- 33-я армия (генерал-лейтенант В. Н. Гордов)
- 49-я армия (генерал-лейтенант И. Г. Захаркин)
- 50-я армия (генерал-лейтенант И. В. Болдин)
- 10-я армия (генерал-лейтенант В. С. Попов)
- 16-я армия (генерал-лейтенант И. Х. Баграмян)
- 61-я армия (генерал-лейтенант П. А. Белов)
- 1-я воздушная армия (генерал-майор авиации С. А. Худяков).

Постоянные активные действия советских войск вынудили группу армий «Центр» 2 марта 1943 начать отвод войск с ржевско-вяземского плацдарма. Советские войска начали преследование отступавшего противника (вторая Ржевско-Вяземская операция), и к 31 марта 1943 года ржевский выступ был ликвидирован.
Во время Курской битвы боевыми действиями войск Западного и Брянского фронтов 12 июля 1943 года началось контрнаступление советских войск на северном фасе Курской дуги (Орловская стратегическая наступательная операция «Кутузов»). Основной удар нанесла 11-я гвардейская армия (бывшая 16-я армия; генерал-лейтенант И. Х. Баграмян) из района Козельска, вспомогательный удар — 50-я армия (И. В. Болдин). 12 июля в состав Западного фронта была передана 11-я армия (И. И. Федюнинский), 18 июля — 4-я танковая армия (В. М. Баданов) и 2-й гвардейский кавалерийский корпус (В. В. Крюков).
В конце июля 1943 года из состава Западного фронта в состав Брянского вместе с полосами были переданы 11-я гвардейская армия, 11-я армия, 4-я танковая армия и 2-й гвардейский корпус. Западный фронт сосредоточился на проведении Смоленской операции (7 августа — 2 октября 1943 года; операция «Суворов»), при этом был усилен 21-й и 68-й армиями, 5-м мехкорпусом и 3-м гвардейским кавалерийским корпусом.
Состав Западного фронта осенью 1943 года:
- 31-я армия (генерал-лейтенант В. А. Глуздовский)
- 5-я армия (генерал-лейтенант В. С. Поленов, с октября 1943 генерал-лейтенант Н. И. Крылов)
- 68-я армия (генерал-лейтенант Е. П. Журавлев; расформирована в начале ноября 1943 года)
- 10-я гвардейская армия (генерал-лейтенант К. П. Трубников, с сентября генерал-лейтенант А. В. Сухомлин)
- 21-я армия (генерал-лейтенант Н. И. Крылов, с октября генерал-лейтенант Е. П. Журавлёв)
- 33-я армия (генерал-лейтенант В. Н. Гордов)
- 49-я армия (генерал-лейтенант И. Т. Гришин)
- 10-я армия (генерал-лейтенант В. С. Попов)
- 1-я воздушная армия (генерал-лейтенант авиации М. М. Громов).

После освобождения Смоленска с осени 1943 до весны 1944 года Западный фронт предпринял ряд неудачных наступательных операций с целью захвата Витебска и Орши (Оршанская и Витебская операции). Комиссия под председательством Г. М. Маленкова, созданная на основании приказа Ставки ВГК, констатировала неудачу 11 операций:
- Оршанская операция 12—18 октября 1943 г.
- Оршанская операция 21—26 октября 1943 г.
- Оршанская операция 14—19 ноября 1943 г.
- Оршанская операция 30 ноября — 2 декабря 1943 г.
- Витебская операция 23 декабря 1943 г. — 6 января 1944 г.
- Богушевская операция 8—24 января 1944 г.
- Витебская операция 3—16 февраля 1944 г.
- Частная операция на Оршанском направлении 22-25 февраля 1944 г.
- Витебская операция 29 февраля — 5 марта 1944 г.
- Оршанская операция 5—9 марта 1944 г.
- Богушевская операция 21—29 марта 1944 г.

15 апреля 1944 года на посту командующего фронтом В. Д. Соколовского сменил генерал-полковник И. Д. Черняховский.
24 апреля 1944 фронт был переименован в 3-й Белорусский фронт.
Была начата подготовка к Белорусской стратегической наступательной операции.

## Командование

### Командующий
- генерал армии Д. Г. Павлов (22—30 июня 1941),
- генерал-лейтенант А. И. Ерёменко (30 июня — 2 июля 1941, 19—29 июля 1941),
- маршал Тимошенко С. К. (2—19 июля 1941, 30 июля — 12 сентября 1941),
- генерал-полковник Конев И. С. (12 сентября — 12 октября 1941, 26 августа 1942 — 27 февраля 1943),
- генерал армии Жуков Г. К. (12 октября 1941 — 26 августа 1942),
- генерал-полковник, генерал армии Соколовский В. Д. (28 февраля 1943 — 15 апреля 1944),
- генерал-полковник Черняховский И. Д. (14—24 апреля 1944).

### Член Военного совета
- корпусный комиссар Фоминых А. Я (22 июня — 3 июля 1941),
- армейский комиссар 1-го ранга, генерал-лейтенант Мехлис Л. З. (4—12 июля 1941, 16 декабря 1943 — 15 апреля 1944),
- 1-й секретарь ЦК КП(б) Белоруссии Пономаренко П. К. (19—31 июля 1941),
- с 6 декабря 1942 генерал-лейтенант Булганин Н. А. (12 июля 1941 — 15 декабря 1943),
- с 12 февраля 1943 генерал-лейтенант интендантской службы Хохлов И. С. (10 октября 1941 — 24 апреля 1944),
- генерал-лейтенант Макаров В. Е. (15—24 апреля 1944).

### Начальник штаба
- генерал-майор Климовских В. Е. (22 30 июня 1941),
- генерал-лейтенант Маландин Г. К. (1—21 июля 1941),
- генерал-лейтенант, с 13 июня 1942 генерал-полковник Соколовский В. Д. (21 июля 1941 — 25 января 1942, 5 мая 1942 — 27 февраля 1943),
- генерал-майор Голушкевич В. С. (25 января — 4 мая 1942),
- генерал-лейтенант Покровский А. П. (27 февраля 1943 — 24 апреля 1944).

### Командующий БТ и МВ
- полковник Иванин И. Е. (22 июня 1941 — 10 февраля 1942),
- Генерал-майор Антонов Г. Я. (10 февраля — 12 октября 1942),
- Генерал-майор танковых войск, с 7 февраля 1943 генерал-лейтенант танковых войск Мостовенко Д. К. (12 октября 1942 — 9 сентября 1943),
- Генерал-лейтенант танковых войск Родин А. Г. (9 сентября 1943 — 24 апреля 1944).
  - Заместитель командующего БТ и МВ
- полковник Цинченко А. В. (январь 1944 — апрель 1944)

### Командующий ВВС
- генерал-майор авиации Копец И. И. (22 июня 1941),
- генерал-майор авиации Таюрский А. И. (23 июня — 2 июля 1941),
- полковник, генерал-майор авиации Науменко Н. Ф. (2 июля — 16 августа 1941, 25 декабря 1941 — февраль 1942),
- генерал-майор авиации, с 29 октября 1941 генерал-лейтенант авиации Мичугин Ф. Г. (16 августа — 25 декабря 1941),
- генерал-майор авиации Худяков С. А. (февраля 1942 — 5 мая 1942).

### Командующий артиллерии
- генерал-лейтенант артиллерии Клич Н. А. (22 июня — 8 июля 1941),
- генерал-лейтенант артиллерии Говоров Л. А.,
- генерал-майор артиллерии Чистяков М. Н. (июль — август 1941),
- генерал-майор артиллерии, с 27 декабря 1941 г. генерал-лейтенант артиллерии, с 7 июня 1943 г. генерал-полковник артиллерии Камера И.П. (август 1941 — 24 апреля 1944)[5].

### Начальник санитарного управления
- генерал-майор медицинской службы Гурвич, Михаил Михайлович (сентябрь 1943 года)[6]

## Подчинённые воинские части

##### В составе фронта на 22.06.1941 года
17 мк 22.06 - 31.08.41

437 отд зенитный арт дивизион  22.06 - 25.09.41

21 отд зенитный арт дивизион  22.06.41 - 27.03.42

168 отд зенитный арт дивизион 22.06.41 - 7.06.42

176 отд зенитный арт дивизион 22.06 - 25.09.41

30 отд зенитный арт дивизион 22.06 - 21.09.41

2 ск 22 - 29.06.41

21 ск 22 - 24.06.41

33 отд зенитный арт дивизион 22.06 - 30.08.41

35 отд зенитный арт дивизион 22.06.41 - 22.05.42

36 отд зенитный арт дивизион 22.06 - 5.10.41

181 отд зенитный арт дивизион 22.06 - 25.09.41

431 отд зенитный арт дивизион 22.06 - 25.09.41

71 отд зенитный арт дивизион 22.06.41 - 15.06.42

273 отд саперный батальон 22.06.41 - 1.02.42

86 отд зенитный арт дивизион 22.06.41 - 14.06.42

111 отд зенитный арт дивизион 22.06.41 - 29.05.42

123 отд зенитный арт дивизион 22.06.41 - 22.05.42

209 отд зенитный арт дивизион 22.06 - 25.09.41

218 отд зенитный арт дивизион 22.06 - 25.09.41

219 отд зенитный арт дивизион 22.06 - 25.09.41

13 армия 22.06 - 25.07.41

229 отд зенитный арт дивизион 22.06 - 25.09.41

298 отд зенитный арт дивизион 22.06 - 25.09.41

13 бад 22.06 - 25.07.41

161 резервный авиаполк 22 - 30.06.41

162 резервный авиаполк 22 - 30.06.41

12 отд зенитный арт дивизион 22.06 - 4.10.41

50 отд саперный батальон 22.06.41 - 3.02.42

2390 эвак госпиталь 22.06 - 5.07.41

66 ур - Осовецкий 22.06 - 27.12.41

11 сад 22.06 - 15.08.41

12 бад 22.06 - 23.07.41

59 иад 22.06 - 2.07.41

641 отд батальон связи 22.06 - 15.08.41

43 иад 22.06 - 6.08.41

9 сад 22 - 25.06.41

10 сад 22.06 - 8.07.41

314 отд развед авиаполк 22.06 - 20.09.41

159 отд батальон связи ввс 22.06.41 - 14.01.42

154 отд аэродромно-техническая рота ввс 22.06.41 - 13.04.42

167 отд аэродромно-техническая рота ввс 22.06.41 - 20.04.42

65 ур - Мозырьский 22.06 - 1.07.41

68 ур - Гродненский, Вяземский 22.06 - 29.08.41

247 отд автотранспортная рота подвоза гсм 22.06 - 10.11.41

63 ур - Минско-Слуцкий 22.06 - 28.09.41

62 ур - Брест-Литовский, Спас-Деменский 22.06 - 29.08.41

61 ур - Полоцкий 22.06 - 28.09.41

180 отд аэродромно-техническая рота ввс 22.06.41 - 25.04.42

181 отд аэродромно-техническая рота ввс 22.06.41 - 24.04.42

186 отд аэродромно-техническая рота ввс 22.06 - 1.10.41

188 отд аэродромно-техническая рота ввс 22.06.41 - 20.04.42

821 головной продовольственный склад  22.06 - 17.07.41

840 полевой фронтовой склад химического имущества 22.06.41 - 25.05.43

1028 головной склад гсм 22.06 - 20.11.41

1051 Полевой армейский (головной) склад гсм 22.06.41 - 8.03.43

811 отд автотранспортный батальон 22.06 - 15.09.41

14 полевой подвижной госпиталь 22.06 - 8.10.41

301 отд зенитный арт дивизион 22.06 - 25.09.41

23 отд инж полк 22.06 - 1.08.41

159 отд аэродромно-техническая рота 22.06.41 - 26.04.42

179 отд аэродромно-техническая рота 22.06 - 1.10.41

98 бап 22.06 - 13.08.41

29 кап 22.06 - 24.12.41

4 армия 22.06 - 25.07.41

3 армия 22.06 - 5.07.41

87 запасный кав полк 22.06 - 5.08.41

53 отд запасной полк связи 22.06 - 19.10.41

188 отд аэродромно-техническая рота 22.06 - 23.10.41

168 отд аэродромно-техническая рота 22.06.41 - 25.04.42

39 полевая армейская хлебопекарня (учебная) 22.06.41 - 24.04.44

Запасной полк пво зап.фр. 22.06 - 31.12.41

397 отд зенитный арт дивизион 22.06.41 - 24.04.44

165 отд зенитный арт дивизион пво 22.06 - 25.09.41

160 отд зенитный арт дивизион пво 22.06 - 25.09.41

156 отд зенитный арт дивизион пво 22.06 - 25.09.41

64 отд зенитный арт дивизион 22.06.41 - 24.04.44

10 отд инж полк 22.06 - 1.08.41

4 отд зенитный арт дивизион 22.06.1941 - 24.04.1944

178 отд аэродромно-техническая рота 22.06 - 1.10.41

10 армия 22.06 - 4.07.41

177 отд аэродромно-техническая рота 22.06 - 1.10.41

176 отд аэродромно-техническая рота 22.06 - 1.10.41

175 отд аэродромно-техническая рота 22.06 - 23.10.41

44 ск 22 - 30.06.41

838 Головной арт склад 22.06 - 1.07.41

1739 Полевой арм (головной) склад автомобильного (автобронетанкового) имущества 22.06.41 - 24.04.44

##### Вошли в состав фронта после 22.06.1941 года
47 сад 23.06 - 3.07.41

22 отд инж полк 24.06 - 12.07.41

Могилевский запасный стр полк зап.фр. 24.06 - 7.07.41

268 шорно-седельная мастерская 25.06 - 3.10.41

275 походная обозно-ремонтная мастерская 25.06.41 - 11.05.42

122 отд легко-инж батальон 26.06.41 - 31.01.42

отд автотранспортная рота зап.фр. 26.06.41 - 20.03.44

183 отд зенитный арт дивизион 26.06.41 - 24.04.44

170 отд зенитный арт дивизион 26.06 - 25.09.41

23 сад 27.06 - 16.08.41

1 запасный стр полк 27.06 - 13.07.41

14 ремонтно-восстановительный батальон 27.06 - 25.09.41

Управление войск НКВД охраны тыла 27.06.41 - 24.04.44

1 мсд 28.06 - 2.07.41

Военно-торговая база зап.фр. 28.06.41 - 31.08.43

36 отд полк связи 28.06.41 - 24.04.44

255 отд саперный батальон 29.06.41 - 24.04.44

186 сд 29.06.41 - 24.04.44

264 отд зенитный арт дивизион 29.06.41 - 14.01.42

6 полк охраны полевого управления 30.06.41 - 24.04.44

1325 эвак госпиталь 30.06.41 - 24.04.44

Военно-строительное управление зап.фр. 1.07.41 - 28.10.43

5 ск 1 - 31.07.41

… отд зенитная батарея пво зап.фр. 1.07.41 - 10.09.42

164 отд зенитный арт дивизион 1.07.41 - 7.06.42

311 отд зенитный арт дивизион 1.07.41 - 23.01.42

11 головное отделение полевого эвак пункта 1.07.41 - 15.09.42

232 отд рота связи 2.07 - 2.09.41

17 ремонтно-восстановительный батальон 2.07.41 - 3.09.41

22 армия 2.07 - 18.10.41

50 отд моторизованный понтонно-мостовой батальон 2.07.41 - 24.04.44

185 отд зенитный арт дивизион 2.07 - 20.10.41

24 отд минометный батальон 2.07.41 - 3.05.42

19 армия 2.07 - 20.10.41

20 армия 2.07 - 20.10.41

210 отд зенитный арт дивизион 2.07.41 - 22.05.42

21 армия 2 - 26.07.41

18 отд рота медицинского усиления 2.07.41 - 24.04.44

2 отд кабельно-шестовая рота 3.07.41 - 12.02.44

12 отд инж-аэродромный батальон ввс 3.07.41 - 19.05.43

7 сводный арт полк 4.07 - 12.09.41

137 автосанитарная рота 4.07.41 - 24.04.44

18 отд мостостроительный батальон 6.07.41 - 27.01.44

108 сд 7 - 26.07.41

Минский запасный стр полк зап.фр. 7 - 17.07.41

455 отд зенитный арт дивизион 7.07 - 5.10.41

2 отд инж-строительный батальон 8.07.41 - 12.02.42

49 сд 10 - 31.07.41

903 отд телеграфно-строительная рота 10.07.41 - 18.04.42

44 ск 10 - 31.07.41

57 отд ремонтно-восстановительный батальон 11.07.41 - 20.09.43

57 гап 11.07 - 20.10.41

208 фронтовой запасный стр полк 13.07 - 8.08.41

16 армия 14.07.41 - 31.05.43

9 отд моторизованный понтонно-мостовой батальон 15.07.41 - 24.04.44

43 отд автотранспортный батальон 15.07.41 - 21.01.43

41 отд зенитная арт батарея 15.07.41 - 1.05.42

115 полевой подвижной госпиталь 16.07.41 - 24.04.44

Группа войск под командованием генерал-майора Рокоссовского 17.07 - 10.08.41

18 арм запасный стр полк 17.07 - 15.08.41

1748 эвак госпиталь 17.07.41 - 2.04.43

8 Дивизионная арт ремонтная мастерская 18.07.41 - 5.06.42

Оперативно-учебный центр 19.07.41 - 15.07.42

35 головное отделение полевого эвак пункта  19.07 - 20.10.41

762 отд батальон аэродромного обслуживания ввс 19.07.41 - 29.04.43

33 головное отделение полевого эвак пункта  19.07.41 - 12.09.42

24 эвак пункт 19.07.41 - 24.04.44

3421 эвак госпиталь 20.07.41 - 24.04.44

10 отд запасной понтонно-мостовой батальон 20.07 - 18.10.41

161 арм запасный стр полк 20 - 26.07.41

отд стр рота особого отдела НКВД зап.фр. 21.07 - 1.08.41

Группа под командованием генерал-лейтенанта Калинина 21.07 - 2.08.41

28 армия 21.07 - 4.08.41

30 армия 21.07 - 18.10.41

29 армия 21.07 - 18.10.41

2 ск 22.07 - 6.08.41

114 отд мотоинж батальон 22.07.41 - 24.04.44

25 ск 22.07 - 10.08.41

781 отд батальон аэродромного обслуживания ввс 22.07.41 - 31.03.42

247 Дивизионная арт ремонтная мастерская 22.07.41 - 24.02.42

176 отд аэродромно-техническая рота 25.07 - 23.10.41

204 отд зенитный арт дивизион 26.07.41 - 1.10.42

133 отд мотоинж батальон 27.07.41 - 24.04.44

1 головное отделение полевого эвак пункта 28.07.41 - 1.09.42

303 отд инж батальон 29.07.41 - 24.04.44

645 отд автотранспортный батальон 29.07.41 - 24.04.44

4 Дивизионная арт ремонтная мастерская 29.07.41 - 24.04.44

136 отд саперный батальон 29.07.41 - 1.03.42

145 отд саперный батальон 29.07.41 - 1.02.42

11 эвак пункт 29.07.41 - 2.04.43

47 сад 29.07.41 - 27.01.42

отд стр батальон ОО НКВД зап.фр. 1.08.41 - 9.07.43

138 гап большой мощности 1 - 31.08.41

248 отд рота автоцистерн гсм 1.08.41 - 24.04.44

49 отд танковый батальон 2.08 - 25.09.41

27 гап 2.08 - 7.09.41

83 отд танковый батальон 2.08 - 25.09.41

186 отд танковый батальон 2.08 - 20.09.41

162 автосанитарная рота 2.08.41 - 24.04.44

52 отд танковый батальон 2.08 - 25.09.41

652 отд батальон связи 3.08.41 - 14.02.42

2390 эвак госпиталь 3.08 - 6.10.41

3397 эвак госпиталь 5.08.41 - 24.04.44

751 отд зенитный арт дивизион 5.08.41 - 25.01.42

27 эвак рота 5.08.41 - 20.07.42

43 сад 6.08.41 - 4.02.42

1 мсд 6 - 16.08.41

1845 эвак госпиталь 7.08 - 26.10.41

230 отд зенитный арт дивизион 12.08.41 - 7.06.42

10 отд понтонно-мостовой батальон 12.08 - 18.10.41

177 отд аэродромно-техническая рота 14.08 - 23.10.41

178 отд аэродромно-техническая рота 14.08 - 23.10.41

179 отд аэродромно-техническая рота 15.08 - 23.10.41

5 Дивизионная арт ремонтная мастерская 15.08.41 - 1.06.42

553 отд учебный (запасный) батальон связи 15.08.41 - 15.04.42

5 отд рота связи 15.08.41 - 1.01.43

168 отд аэродромно-техническая рота 15.08 - 23.10.41

34 отд запасной саперный батальон 16.08 - 11.10.41

23 тбап 18.08 - 30.11.41

отд местная стр рота зап.фр. 24.08 - 25.09.41

полевой фронтовой обозно-вещевой склад зап.фр.24.08.41 - 25.01.42

16 отд бронепоезд 25.08.41 - 10.03.42

86 отд стр батальон войск НКВД охраны тыла 31.08 - 19.11.41

30 ббап 1.09 - 31.10.41

95 бап 1.09 - 15.10.41

134 ббап 1.09 - 30.10.41

Запасная сбр зап.фр. 3.09 - 18.10.41

1 отд кабельно-шестовая рота 5.09.41 - 12.02.44

221 отд зенитный арт дивизион 5.09.41 - 24.04.44

27 запасный арт полк 7.09.41 - 12.05.42

13 отд ремонтно-восстановительный батальон 7.09 - 5.10.41

45 кд 9.09 - 31.10.41

2 эвак рота 10.09.41 - 24.04.44

39 запасный арт полк 12.09 - 10.10.41

7 отд автотранспортный батальон 13.09 - 22.10.41

4 отд автотранспортный батальон 15.09.41 - 24.05.42

202 фронтовой запасный стр полк 16.09.41 - 24.04.44

206 фронтовой запасный стр полк 16.09.41 - 24.04.44

230 учебный запасный стр полк 16.09 - 1.11.41

107 отд развед рота 17.09.41 - 24.04.44

1382 Полевой арм (головной) ветеринарный склад 20.09.41 - 24.04.44

санитарно-эпидемиологическая лаборатория зап.фр. 20.09 - 24.11.41

216 отд зенитный арт дивизион 21.09.41 - 20.06.43

154 отд аэродромно-техническая рота 21.09.41 - 31.03.42

отд рота связи войск НКВД охраны тыла Действующей армии зап.фр. 25.09.41 - 22.07.43

102 отд ремонтно-восстановительный батальон 25.09.41 - 5.03.43

462 отд саперный батальон 26.09.41 - 24.04.44

160 сд 26.09.41 - 24.04.44

173 арм запасный стр полк 26.09 - 6.10.41

214 сд 28.09 - 3.10.41

10 гвард минометный полк 1.10 - 5.11.41

31 сад 1.10.41 - 28.02.42

30 отд аэродромно-техническая рота ввс 1.10.41 - 15.04.42

181 отд аэродромно-техническая рота ввс 3.10.41 - 26.04.42

180 отд аэродромно-техническая рота ввс 3.10.41 - 22.04.42

31 армия 5 - 20.10.41

32 армия 5 - 12.10.41

505 шап 10 - 17.10.41

Игуменский запасный стр полк зап.фр. 10 - 26.10.41

114 отд мотоинж батальон 11 - 30.10.41

38 сад 12.10 - 24.12.41

5 армия 12.10.41 - 24.04.44

43 армия 13.10.41 - 31.08.42

49 армия 13.10.41 - 24.04.44

21 отд саперная рота 15.10.41 - 28.04.42

77 авиадивизия 17.10.41 - 27.01.42

173 сд 17.10 - 4.11.41

33 армия 19.10.41 - 23.04.44

208 фронтовой запасный стр полк 20.10.41 - 24.04.44

108 сд 20.10 - 6.11.41

19 сд 21.10 - 9.11.41

122 иап 21.10.41 - 14.05.42

23 тбр 22.10.41 - 29.01.42

159 отд аэродромно-техническая рота 23.10.41 - 22.04.42

93 сд 23 - 24.10.41

106 отд ремонтно-восстановительный батальон 24.10.41 - 2.10.42

1 гвард отд минометный дивизион 26.10.41 - 24.04.44

2 гвард отд минометный дивизион 26.10.41 - 24.04.44

123 арм запасный стр полк 26.10 - 20.12.41

27 тбр 26 - 28.10.41

2 кк 28.10 - 26.11.41

133 отд мотоинж батальон 30.10 - 2.11.41

544 гап 1.11.41 - 31.07.42

10 сад 2 - 21.11.41

112 тд 5 - 16.11.41

1 арм оперативная группа ГМЧ (начальник группы подполковник Дегтярев) 5.11.41 - 4.04.42

112 отд зенитный арт дивизион 5.11.41 - 10.09.42

194 сд 7.11.41 - 5.01.42

300 отд аэродромно-техническая рота 8.11.41 - 26.04.42

35 обмывочно-дезинфекционная рота 8.11.41 - 24.04.44

381 отд саперный батальон 8.11.41 - 30.01.42

33 тбр 8 - 29.11.41

50 армия 10.11.41 - 16.08.43

130 отд авиа эскадрилья связи ввс 11.11.41 - 17.05.42

4 кд 11.11.41 - 9.01.42

146 авиадивизия 12.11.41 - 29.01.42

175 арм запасный стр полк 13 - 20.11.41

15 отд рота медицинского усиления 15.11.41 - 24.04.44

Отд стр полк зап.фр. 16.11.41 - 25.02.42

34 бап 16.11.41 - 2.12.41

604 иап 16 - 29.11.41

Оперативная группа ГМЧ (начальник группы генерал-лейтенант Ниловский) 17.11.41 - 24.04.44

30 армия 18.11 - 16.12.41

229 сд 19.11 - 27.12.41

31 кд 20.11 - 8.12.41

306 отд арт пул батальон 23.11.41 - 22.05.42

28 авиадивизия 24.11.41 - 25.01.42

1 ударная армия 25.11.41 - 21.01.42

51 отд танковый батальон 25.11.41 - 15.01.42

35 отд танковый батальон 26.11.41 - 2.07.43

311 отд арт пул батальон 26.11.41 - 5.02.43

1 гвард кк 27.11.41 - 29.01.42

605 иап 28.11.41 - 16.05.42

20 армия 30.11.41 - 22.07.43

172 отд зенитный арт дивизион 30.11.41 - 7.06.42

283 отд аэродромно-техническая рота ввс 30.11.41 - 23.04.42

40 сбр 1.12.41 - 16.06.43

2 отд лыжный батальон 2.12.41 - 17.04.42

10 армия 2.12.41 - 21.02.44

2 арм оперативная группа ГМЧ (начальники группы полковники Юсупов, Пуховкин, Виниченко и Мартынов) 2.12.41 - 24.04.44

329 сд  5 - 11.12.41

3 арм оперативная группа ГМЧ (начальники группы подполковник Юсупов, генерал-майор Тверецкий, полковники Кочетков и Шубный) 8.12.41 - 24.04.44

1 отд ремонтно-восстановительный батальон 16.12.41 - 11.02.42

отд местная стр рота зап.фр. 19.12.41 - 14.03.43

40 отд саперный батальон 21.12.41 - 7.01.42

98 автосанитарная рота 21.12.41 - 15.02.44

133 отд дорожно-строительный батальон 25.12.41 - 20.05.42

2 особый кав полк 25.12.41 - 28.07.43

отд стр рота особого отдела НКВД 27.12.41 - 1.05.42

250 воздушно-десантный полк 29.12.41 - 22.08.42

##### Вошли в состав фронта в 1942 году
122 отд лыжный батальон 3.01 - 12.08.42

835 отд саперный батальон 3.01 - 25.09.42

123 отд лыжный батальон 3.01 - 12.08.42

7 гвард кд 5 - 8.01.42

1 саперная армия 5.01 - 1.09.42

182 отд аэродромно-техническая рота ввс 8.01 - 26.04.42

154 ур - Малоярославецкий  9.01.42 - 30.04.44

1 скоростной бап 9.01 - 23.05.42

61 армия 13.01 - 2.04.42

3 отд развед авиаполк 13.01 - 28.05.42

42 отд рота связи ввс 14 - 27.01.42

автосанитарная рота зап.фр. 14.01.42 - 10.11.43

344 сд 15 - 26.01.42

10 кк 16.01 - 10.03.42

60 сад 16 - 27.01.42

245 отд зенитный арт дивизион 17.01.42 - 3.06.43

55 отд фугасно-огнеметная рота 20.01 - 6.10.42

290 отд инж батальон 23.01 - 15.09.42

516 иап 25.01 - 5.02.42

128 отд лыжный батальон 25.01 - 12.08.42

127 отд лыжный батальон 25.01 - 12.08.42

126 отд лыжный батальон 25.01 - 12.08.42

124 отд лыжный батальон 25.01 - 12.08.42

отд батальон связи ввс 27.01 - 30.03.42

38 отд лыжный батальон 29.01 - 12.08.42

9 кк 29.01 - 22.03.42

2951 эвак госпиталь 30.01 - 1.05.42

27 отд рота медицинского усиления 1.02.42 - 20.10.43

352 отд инж батальон 5.02 - 2.11.42

215 отд лыжный батальон 5.02 - 29.05.42

216 отд лыжный батальон 5.02 - 29.05.42

35 отд батальон связи 18.02 - 6.05.42

7 запасный арт полк 20.02.42 - 24.04.44

130 ббап 21.02 - 9.05.42

603 ббап 21.02 - 20.05.42

отд батальон птр зап.фр.25.02.42 - 12.11.43

68 корпусной подвижной госпиталь 28.02.42 - 15.12.43

55 отд огнеметная рота 1.03.42 - 10.09.43

68 эвак рота 8.03.42 - 24.04.44

162 иап 9.03 - 14.04.42

105 отд рота связи 19.03.42 - 5.02.44

5 ударная авиагруппа 22.03 - 4.05.42

500 отд зенитный арт дивизион 27.03.42 - 23.04.43

4 ударная авиагруппа 27.03 - 9.05.42

42 сд 7 - 11.04.42

59 отд запасной батальон связи 15.04 - 10.05.42

6 тк 17.04 - 10.08.42

5 тк 17.04 - 29.08.42

52 отд рота связи ввс 18.04 - 17.05.42

554 отд автотранспортная рота 20.04 - 6.05.42

отд местная стр рота зап.фр. 25.04.42 - 24.04.44

особая отд танковая рота легких танков 25.04 - 16.09.42

8 отд ремонтно-восстановительный батальон 29.04.42 - 24.04.44

1221 гап 1.05 - 31.07.42

700 нбап 1 - 23.05.42

1222 гап 1.05 - 30.06.42

55 эвак рота 3.05.42 - 24.04.44

53 эвак (эвакотракторная) рота 3.05.42 - 24.04.44

48 эвак рота 3.05.42 - 24.04.44

290 отд ипт дивизион 6.05.42 - 24.04.44

8 тк 10.05 - 31.07.42

1 воздушная армия 10.05.42 - 23.04.44

49 гап 10.05.42 - 24.04.44

отд батальон птр 13.05.42 - 4.02.43

10 тк 13 - 14.05.42

5 резервный отд танковый батальон 14.05 - 25.09.42

9 тк 15.05 - 14.08.42

145 тбр  18 - 30.05.42

головная база 25.05.42 - 24.04.44

1269 арм зенитный арт полк 7.06.42 - 20.11.43

195 гвард запасный стр полк 8.06.42 - 17.07.43

34 тбр 12.06 - 14.08.42

50 отд зенитный арт дивизион 14.06.42 - 7.05.43

35 отд зенитный арт дивизион 15.06 - 2.09.42

Западный штаб партизанского движения военного совета 19.06 - 5.10.42

5 отд танковый батальон 20.06 - 1.10.42

640 отд автотранспортная рота 23.06.42 - 24.04.44

525 отд зенитный арт дивизион 28.06.42 - 23.04.43

61 армия 29.06.42 - 28.02.43

364 гап 1 - 31.07.42

164 отд резервный батальон связи 17.07.42 - 27.06.43

160 отд резервный батальон связи 17.07.42 - 15.01.44

158 отд резервный батальон связи 17.07.42 - 24.04.44

7 эвак рота 20.07.42 - 24.04.44

31 армия 23.07.42 - 24.04.44

отд особый танковый батальон (литера Б) 23.07 - 15.10.42

2 гвард кк 1.08 - 11.10.42

1 отд штраф батальон 4.08.42 - 4.01.43

180 сд 15 - 20.08.42

2 отд батальон птр 15.08.42 - 30.10.43

15 тк 22.08 - 19.09.42

12 тк 22.08.42 - 24.09.42

3 танковая армия 22.08 - 18.09.42

29 армия 31.08.42 - 2.02.43

30 армия 31.08.42 - 1.05.43

1222 гап 1.09.42 - 28.02.43

1 отд гужтранспортная рота 13.09.42 - 20.03.44

2 отд гужтранспортная рота 13.09.42 - 20.03.44

3 отд гужтранспортная рота 13.09.42 - 20.03.44

180 сд 14 - 19.09.42

138 отд мостостроительный батальон 15.09.42 - 14.09.43

62 патологоанатомическая лаборатория 21.09.42 - 24.04.44

3 отд учебный танковый полк 25.09.42 - 24.04.44

78 сд 5 - 6.10.42

Представительство Центрального штаба партизанского движения военного совета 5.10.42 - 5.07.43

32 отд зенитная арт батарея 9.10.42 - 24.04.44

31 отд зенитная арт батарея 9.10.42 - 24.04.44

18 отд зенитная арт батарея 9.10.42 - 24.04.44

33 отд зенитная арт батарея 9.10.42 - 24.04.44

17 отд зенитная арт батарея 9.10.42 - 24.04.44

16 отд зенитная арт батарея 9.10.42 - 24.04.44

19 отд зенитная арт батарея 09.10.42 - 24.04.44

194 сд 14.10 - 18.11.42

1 отд авиаполк гвф 10.11.42 - 18.03.44

205 отд фугасно-огнеметная рота 15.11.42 - 5.09.43

2 отд штраф батальон 25.11.42 - 4.01.43

отд развед авиа эскадрилья 29.11.42 - 5.10.43

19 сд 1.12.42 - 4.03.43

203 походная обозно-ремонтная мастерская 15.12.42 - 24.04.44

2 гвард кк 19.12.42 - 22.01.43

138 отд штраф рота 21.12.42 - 25.05.43

111 сд 31.12.42 - 7.01.43

5 тк 31.12.42 - 26.07.43

##### Вошли в состав фронта в 1943 году
865 отд автотранспортный батальон (учебный) 1.01.43 - 24.04.44

277 сд 1.01 - 25.03.43

5 отд арм рота внос 1.01.43 - 24.04.44

11 отд штраф бат 4.01 - 12.08.43

1 гвард сд 23.01 - 9.02.43

2 отд батальон птр 25.01 - 5.07.43

225 отд фугасно-огнеметная рота 26.01 - 25.09.43

223 отд фугасно-огнеметная рота 26.01 - 25.09.43

115 арм запасный стр полк 2.02 - 31.03.43

17 сд 11 - 17.02.43

3447 эвак госпиталь 14.02 - 2.04.43

отделение НКВД по делам военнопленных при Управлении войск НКВД по охране тыла 24.02.43 - 1.02.44

94 тбр 3 - 29.03.43

1483 зенитный арт полк 6.03 - 14.11.43

75 гвард сд 6 - 20.03.43

61 армия 13 - 27.03.43

24 кд 16.03 - 21.06.43

1 тк 17.03 - 26.07.43

164 отд ремонтно-восстановительный батальон 3.04.43 - 24.04.44

16 гвард сд 7.04 - 7.05.43

43 отд автотранспортный батальон 11.04 - 19.11.43

11 гвард армия 1.05 - 30.07.43

10 гвард армия 1.05 - 8.12.43

отд моторизованная развед рота зап.фр. 3.05 - 4.06.43

16 гвард ск 6 - 10.05.43

5 мк 26.05 - 26.07.43

277 отд развед рота 1.06.43 - 24.04.44

371 сд 1.06 - 31.08.43

249 отд развед рота 1.06.43 - 24.04.44

1 моторизованная развед рота 4.06.43 - 24.04.44

учебная команда Управления войск НКВД охраны тыла Действующей армии зап.фр. 12.06.43 - 24.04.44

отд манёвренная группа войск НКВД охраны тыла Действующей армии Зап.фр. 12.06 - 22.07.43

Отд полк резерва офицерского состава 14.06 - 27.07.43

Смоленский штаб партизанского движения военного совета зап.фр. 5.07.43 - 10.01.44

7 отд стр батальон Управления контрразведки "СМЕРШ"  9.07.43 - 24.04.44

246 отд развед рота 10.07.43 - 24.04.44

2 гвард кк  10 - 26.07.43

46 отд полк резерва офицерского состава 11.07.43 - 20.03.44

48 отд полк резерва офицерского состава 11.07.43 - 24.04.44

21 армия 12 - 23.07.43

11 армия 12 - 29.07.43

68 армия 12.07 - 5.11.43

25 тк  14 - 26.07.43

346 пул арт батальон 15.07.43 - 30.04.44

1 отд запасный саперный полк 17.07.43 - 30.01.44

2 учебный полк резерва офицерского состава артиллерии 19.07.43 - 24.04.44

4 ТА  20 - 29.07.43

44 отд полк резерва офицерского состава 27.07.43 - 20.03.44

21 армия  1.08 - 30.10.43

Воронежский корпусной рн пво 1 - 31.08.43

6 гвард кк 3 - 14.08.43

6 отд запасная рота хим защиты 21.08.43 - 24.04.44

3 гвард кк 31.08 - 9.09.43

1397 отд рота связи бронетанковых и мех войск 31.08.43 - 24.04.44

1 польская пехотная Варшавская дивизия им. Тадеуша Костюшко 1.09 - 31.12.43

3 гвард кк 10 - 16.09.43

6 гвард кк 11 - 19.09.43

1621 отд рота связи 22.09.43 - 24.04.44

251 сд 26.09 - 22.10.43

304 отд пул бат 30.09.43 - 30.04.44

1845 эвак госпиталь 1.10.43 - 24.04.44

22 Управление оборонительного строительства 10.10.43 - 24.04.44

119 рота по сбору и вывозу трофейного имущества 28.10.43 - 29.11.43

113 ск 31.10 - 18.11.43

500 отд зенитный арт дивизион 14.11.43 - 24.04.44

525 отд зенитный арт дивизион 20.11.43 - 24.04.44

Киевский корпусной рн пво 20.11.43 - 23.04.44

199 сд 20.10 - 8.12.43

##### Вошли в состав фронта в 1944 году
371 сд 1 - 31.01.44

Оперативная группа Белорусского штаба партизанского движения военного совета 10.01 - 24.04.44

39 армия 20.01 - 24.04.44

29 отд запасной саперный батальон 28.01 - 24.04.44

1 арм пехотный корпус (польский) 1.02 - 30.04.44

120 гвард отд авиаполк гвф 19.03 - 24.04.44

268 отд автотранспортный батальон 20.03 - 24.04.44

50 армия 5 - 24.04.44

10 армия 5 - 12.04.44

## Средства массовой информации
Выходила газета «Красноармейская правда». Редактор — Миронов Тимофей Васильевич (1907—1985).